# Llistada del Vimeners
Llistada del Vimeners es el nombre de una variedad cultivar de manzano (Malus domestica) Esta manzana está cultivada en la colección de germoplasma de manzanas del CSIC, así mismo también está cultivada en la colección particular de manzanas de Cataluña "El pomari de l'Emili". Esta manzana es originaria de la Comunidad autónoma de Cataluña, comarca de la Selva zona del Montseny, Gerona, donde tuvo su mejor época de cultivo comercial antes de la década de 1960.

## Sinónimos
- "Poma Llistada del Vimeners"
- "Manzana Listada del Mimbrero".[7]

## Historia
En la primera mitad del siglo XX, el Valle de Arbucias y Riells del Montseny era conocido como el valle de los manzanos. Se transportaban dentro de serones con camiones hasta Barcelona para venderlas. El espaciamiento en el tiempo de recogida de las diversas variedades de manzanos que aquí se cultivaban, permitía disponer de fruta durante más meses, con una buena conservación en el pajar se comían hasta el verano siguiente y se alimentaba el ganado con los excedentes. Era corriente ver los leñadores con el zurrón lleno de manzanas cuando se dirigían a trabajar al bosque.
'Vella del Vimeners' es una variedad de manzana de Cataluña, cuyo cultivo conoció cierta expansión en el pasado, pero que a causa de su constante regresión en el cultivo comercial no conservaban apenas importancia y prácticamente habían desaparecido de las nuevas plantaciones en 1971. Así hay variedades tales como 'Camuesa de Llobregat' y 'Manyaga' que constituían en 1960 el 70% de la producción de manzana en la provincia de Barcelona y se encontraba la primera en otras nueve provincias y la segunda en seis y 'Normanda' que estaba muy difundida hasta 1960 entre los viveristas de Aragón (representaba el 25% de la cosecha en la cuenca del Jiloca). En 1971 Puerta-Romero y Veirat sólo encontraron 184 ha de “Manyaga” (el 31% con más de 20 años), 81 ha de “Camuesa de Llobregat” (el 36% con más de 20 años) y ya no citan al cultivar “Normanda”.
'Llistada del Vimeners' está considerada incluida en las variedades locales autóctonas muy antiguas, cuyo cultivo se centraba en comarcas muy definidas. Se caracterizaban por su buena adaptación a sus ecosistemas y podrían tener interés genético en virtud de su adaptación. Se encontraban diseminadas por todas las regiones fruteras españolas, aunque eran especialmente frecuentes en la España húmeda. Estas se podían clasificar en dos subgrupos: de mesa y de sidra (aunque algunas tenían aptitud mixta).
'Llistada del Vimeners' es una variedad clasificada como de mesa; difundido su cultivo en el pasado por los viveros comerciales y cuyo cultivo en la actualidad se ha reducido a huertos familiares y jardines privados.

## Características
El manzano de la variedad 'Llistada del Vimeners' tiene un vigor entre escaso y mediano, de porte de poca altura con las ramas erguidas; tubo del cáliz estrecho, pequeño, con los estambres insertos en la mitad.
La variedad de manzana 'Llistada del Vimeners' tiene un fruto de tamaño mediano; forma cónico alargada, con contorno generalmente regular, leve acostillamiento; piel lisa, fina; con color de fondo verde claro amarillento, importancia del sobre color bicolor, siendo el color del sobre color rojo claro rosado, siendo su reparto en mancha/rayas, presenta chapa continua que cubre toda la superficie de color rojo claro, quedando visible el color de fondo en las cavidades peduncular y calicina, y encima del sobre color rayas finas de color poco más intenso, acusa punteado abundante de puntos del color blanco, y una sensibilidad al "russeting" (pardeamiento áspero superficial que presentan algunas variedades) débil; pedúnculo corto y fino, que no sobresale de la cubeta, anchura de la cavidad peduncular media, profundidad cavidad pedúncular media, y con una importancia del "russeting" en cavidad peduncular débil; anchura de la cavidad calicina media, profundidad de la cavidad calicina media, desde el fondo de la cavidad hay fruncimiento de la pared hacia los bordes, bordes ligeramente ondulados, y con importancia del "russeting" en cavidad calicina muy débil; ojo característicamente pequeño y entreabierto; sépalos largos, puntiagudos y vueltos hacia fuera desde por debajo de su mitad dejando en el centro una apertura suavemente pequeña.
Carne de color amarilla; textura consistente, jugosa; sabor dulzón, poco aromática; corazón bulbiforme; eje entreabierto; celdas medianas y cartilaginosas; semillas pequeñas ovadas.
La manzana 'Llistada del Vimeners' tiene una época de maduración y recolección tardía, madura en el otoño, entre septiembre y octubre. Tiene una buena conservación. Se usa como manzana de mesa fresca.